# Eutiner Festspiele

Die neue Spielstätte der Eutiner Festspiele (2024) am Großen Eutiner See

Die Eutiner Festspiele sind eines der traditionsreichen deutschen Opernfestivals und finden seit 1951 im Sommer, in der Regel von Juli bis September, auf der am Großen Eutiner See gelegenen Freilichtbühne im alten herzoglichen Schlossgarten der ostholsteinischen Kreisstadt Eutin (Schleswig-Holstein) statt.
Zum 125. Todestag des Komponisten Carl Maria von Weber (1786 in der Residenzstadt geboren) hatten der Sänger und Opernregisseur Kurt Brinck, der beim Kreis Eutin als Kulturreferent arbeitete, und der Kapellmeister Erich Jamrosy die Idee, ihn mit zwei Aufführungen seiner bekanntesten Oper Der Freischütz zu ehren. Durch den regen Publikumszuspruch wurden aus zwei geplanten Aufführungen neun Aufführungen. Dies war die Geburtsstunde der Eutiner Sommerspiele, die zur 50. Spielzeit im Jahr 2000 in Eutiner Festspiele umbenannt wurden.
Die am 28. Juni 2024 eröffnete neue Tribüne auf dem „grünen Hügel“ umfasst 1995 Plätze. Jährlich besuchen mehr als 40.000 Zuschauer die Aufführungen der Eutiner Festspiele. Opern, Operetten und Gala-Abende sind hier akustisch ohne Verstärkung möglich, zum Programm der Eutiner Festspiele gehören seit 2017 auch Musicals und Konzerte.
Geschichte

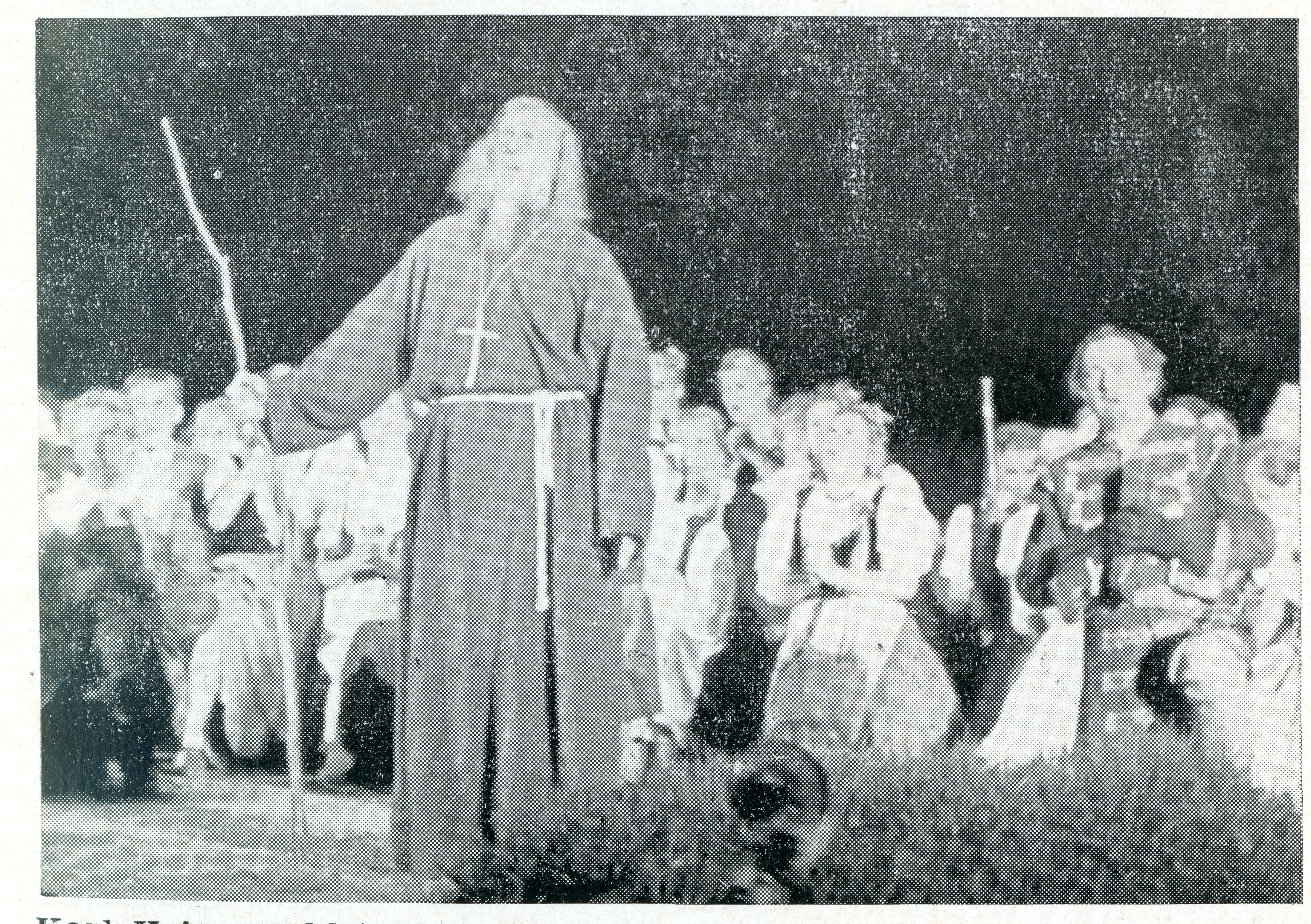
Die erste „Freischütz“-Aufführung im Eutiner Schlossgarten 1951.

Die Geburtsstunde der Eutiner Sommerspiele fällt auf den 16. Juni 1951: Anlass für die Aufführung der Oper „Der Freischütz“ unter freiem Himmel lieferte der 125. Todestag des Komponisten Carl Maria von Weber, geboren am 18. oder 19. November 1786 in Eutin, gestorben am 5. Juni 1826 in London.
Seine Eltern hatten Eutin kurz nach der Geburt verlassen. Aber der schon jung berühmt gewordene Komponist blieb seiner Geburtsstadt verbunden. Er kehrte 1802 und 1820 zu Gastspielen nach Eutin zurück. Bei den Menschen in Eutin blieb er nach seinem Tod durch vielfältige Ehrenfeiern in Erinnerung. Sein Geburtshaus, in dem das Carl-Maria-von-Weber-Café betrieben wird, gehört zu den Sehenswürdigkeiten der Stadt.
Zum Kriegsende 1945 hatte sich die Einwohnerzahl der von Kriegsschäden verschont gebliebenen Stadt durch Flüchtlinge und Vertriebene aus den deutschen Ostgebieten auf etwa 20.000 verdoppelt. 1951, sechs Jahre später, lebten in Eutin immer noch sehr viele Menschen, die vollkommen unzureichend untergebracht waren, es herrschte Arbeitslosigkeit und Mangel an vielen Stellen.
Bei der Suche nach Ablenkung von alltäglichen Sorgen begeisterten sich viele Eutiner für eine Gedenkwoche, die im Juni 1951 mit Konzerten und Vorträgen zum 125. Todestag des Komponisten von Weber organisiert wurde.
Treibende Kräfte waren der Sänger und Opernregisseur Kurt Brinck, der beim Kreis Eutin als Kulturreferent arbeitete, und der Kapellmeister Erich Jamrosy. Beide stammten aus Schlesien, waren zum Kriegsende in Eutin „gestrandet“ und hatten die Idee, erstmals Webers Oper „Der Freischütz“ komplett und unter freiem Himmel in Eutin aufzuführen.

Der Kapellmeister Erich Jamrosy dirigiert 1951 das Orchester bei der ersten Freischütz-Aufführung.

Als Ort wählten sie einen Hügel im Schlossgarten am Ufer des Großen Eutiner Sees. Es war ein Hügel, den Kinder bei Schneefall zum Schlittenfahren nutzten.
Als Musiker, Chorsänger, Statisten, Schneider, Bühnenbauer und Helfer wirken viele Eutiner mit, darunter viele Flüchtlinge, die eine musikalische Ausbildung hatten.
Die Resonanz übertraf 1951 alle Erwartungen: Zwei Vorstellungen waren geplant. Wegen der Nachfrage aus ganz Norddeutschland wurden es neun Aufführungen. Dieser Zuspruch beim Publikum und das Engagement der Eutiner führten dazu, dass es in den kommenden Jahren immer wieder im Sommer Opernaufführungen im Schlossgarten gab.
Schon 1952 wurde nicht nur „Der Freischütz“ aufgeführt, sondern standen mit Blick auf den 125. Todestag van Beethovens seine Oper „Fidelio“ und die Operette „Der Zigeunerbaron“ von Johann Strauss auf dem Spielplan. Die dabei begründete Tradition wurde sehr lange fortgeführt: In den meisten Jahren wurden mindestens drei verschiedene Stücke aufgeführt.
Im Spielplan der Eutiner Festspiele von 1951 bis 2024 stehen insgesamt 55 verschiedene Werke, neben Opern sieben Operetten, sechs Musicals sowie eine Oper für Kinder. Mit Abstand am häufigsten inszeniert wurde die Oper „Der Freischütz“, die in 44 Jahren auf dem Programm stand. Auf der Liste der am häufigsten gespielten Opern folgen „Die Zauberflöte“ von Wolfgang Amadeus Mozart, die in zwölf Jahren gespielt wurde. Mit jeweils neun Inszenierungen sind die Oper „Carmen“ von Georges Bizet und die Operette „Der Vogelhändler“ von Carl Zeller vertreten.
Bis 2010 begleiteten die Hamburger Symphoniker als „Hausorchester“ bekannte Künstler wie etwa Ruth-Margret Pütz, Hanna Schwarz, Iris Vermillion, Theo Adam, Nicolai Gedda, Franz Grundheber, René Kollo, Kurt Moll, Gerd Nienstedt (künstlerische Leitung 1982–1988), Hermann Prey, Hans Sotin, Bernd Weikl, Julie Kaufmann und Gladys Kuchta. 2012 wurde ein festspieleigenes Orchester aus professionellen Musikern norddeutscher Theater und sowohl deutschen als auch amerikanischen Musikstudenten zusammengestellt. Letztere sowie Choristen, Tenor Hugo Vera und Dirigent David Neely konnten durch eine seit 2011 bestehende Kooperation mit der School of Music der University of Kansas in Eutins Partnerstadt Lawrence für das Ensemble gewonnen werden. Seit 2016 ist die Kammerphilharmonie Lübeck das Hausorchester der Eutiner Festspiele.
Betreibergesellschaften
Für die Vorbereitung der Gedächtnisfeiern zum 125. Todestag von Carl Maria von Weber wurde am 7. Mai 1951 der Verein Eutiner Festspielgesellschaft e. V. gegründet. Vorsitzender war der Eutiner Bürgermeister Dr. Hans-Ulrich Ricklefs, sein Stellvertreter der Kreiskulturreferent Kurt Brinck. Vereinszweck war die Ausrichtung von „Kunstwochen, Festspielen und sonstigen Veranstaltungen“, die dazu geeignet waren, den Ruf und das Ansehen der Stadt Eutin zu fördern und den Fremdenverkehr zu unterstützen. Zugleich sollten niedrige Eintrittspreise einer breiten Schicht an Menschen den Zugang ermöglichen. Dem sechsköpfigen Vorstand stand ein Beirat zur Seite, in dem die wichtigen Sparten des kulturellen und wirtschaftlichen Lebens der Stadt vertreten waren.
1956 wurde die Eutiner Sommerspiele GmbH mit einem Stammkapital von 20.000 D-Mark gegründet. Unter den 40 Gesellschaftern waren viele Eutiner Geschäftsleute. Mit einem Geschäftsführer und einem weitgehend unabhängigen Intendanten sollten die jährlichen Opernaufführungen straffer und effizienter organisiert werden.
Im Jahr 2000 erfolgte zur 50. Spielzeit die Umbenennung der Gesellschaft in Eutiner Festspiele GmbH. 2001 wurde eine neue Satzung beschlossen, die angesichts 106 Gesellschaftern den wachsenden Anforderungen eines modernen Theaterbetriebs gerecht werden soll. Kernpunkt war die Umwandlung eines Verwaltungsrates in einen auf sieben Mitglieder vergrößerten Aufsichtsrat mit mehr Entscheidungsbefugnissen.
Der bis dahin wirtschaftlich erfolgreichsten Saison der Festspiele 2005 folgte ein rasanter wirtschaftlicher Niedergang, verbunden mit heftigen persönlichen Auseinandersetzungen hinter den Kulissen, häufigen Personalwechseln, sinkenden Zuschauerzahlen und rasant wachsenden finanziellen Defiziten. Am 11. Oktober 2010 meldete die Eutiner Festspiele GmbH Insolvenz beim Amtsgericht Eutin an, das Verfahren wurde am 1. Januar 2011 wegen Überschuldung und Zahlungsunfähigkeit eröffnet.
Bereits im Februar 2010 war die „Neue Eutiner Festspiele gemeinnützige GmbH“ von der Wirtschaftsvereinigung Eutin e. V. (WVE) als alleiniger Gesellschafterin gegründet worden.
Anfang 2015 übergab die WVE 48 Prozent der Gesellschaft an eine neu formierte Festspielbeteiligungsgesellschaft der beiden Unternehmer Arend Knoop (Schönwalde a.B.) und Dr. Joachim Scheele (Eutin). Die anderen 52 Prozent übergab die WVE am 27. November 2015 der Cautus Vermögensverwaltungsgesellschaft (Hamburg), eine Gesellschaft des verstorbenen Kulturmäzens Eckart Ulbrich, der im Insolvenzverfahren 2012 die Opernscheune erworben hatte.
Im Herbst 2017 übernahm der Unternehmer Falk Herzog (Kasseedorf) die Immobilie und die Geschäftsanteile der Cautus Vermögensverwaltungsgesellschaft.
2018 gab Arend Knoop seine Gesellschafteranteile und seine Funktion als Technischer Leiter der Eutiner Festspiele ab. Am 6. Juli 2020 wurde im Namen der Festspiele der Zusatz „Neue“ wieder gestrichen, der Name lautet seither „Eutiner Festspiele gGmbh“.
Geschäftsführer
Erster Geschäftsführer der Eutiner Sommerspiele war der Literaturwissenschaftler Dr. Alfred Domes.
Bis zum Jahr 2000 folgten insgesamt 16 Geschäftsführer. Am längsten wirkte Wolf-Detlef Möller (1981 bis 1998). Nach Möllers Ausscheiden blieb die Stelle zwei Jahre unbesetzt, die Aufgabe erfüllte der stellvertretende Geschäftsführer Lothar Brandt.
Als die die Sommerspiele zur 50. Spielzeit im Jahr 2000 in Eutiner Festspiele umbenannt wurden, amtierte Annelie Weppler als erste Frau in der Geschäftsführung (2000 bis 2001), es folgten Elisabeth Pier (2002 bis 2003), Silke Wriedt (2004 bis 2005), Dr. Irene Matthiesen (2006), Kai Luft (2007 bis 2009) sowie Stefan Jöris und Josef Hussek (2010).
Die 2010 gegründete Neue Eutiner Festspiele GmbH führte den Betrieb 2011 weiter mit den Geschäftsführern Marcus Gutzeit (2011 bis 2012), Tina Ziegler (2013 bis 2014) und Sabine Kuhnert (2015 bis 2017).
Im Herbst 2017 übernahm der neue Gesellschafter Falk Herzog (Kasseedorf) die Geschäftsführung. Im Februar 2021 wurde Anna-Luise Hoffmann (Lübeck) als gleichberechtigte, für die Produktionsleitung zuständige Geschäftsführerin bestellt. Sie betreute seit 2014 Produktionen der Eutiner Festspiele, seit 2018 als Produktionsleiterin.
Intendanten
Der Intendant der ersten Stunde, Kurt Brinck, blieb bis zu seinem Tod am 8. März 1968 in dieser Funktion. Seine Nachfolge trat 1968 Ulrich Wenck von der Hamburgischen Staatsoper an.
1983 folgte Gerd Nienstedt, der 1956 als Solist in Eutin aufgetreten war. 1989 übernahm Siegfried Grote (1930–2018) aus Gelsenkirchen, jahrelang in Solingen tätig, die Intendanz. Mit seinen werkgetreuen Inszenierungen und Aufführungen ausnahmslos in deutscher Sprache ist bis 2004 eine wirtschaftlich besonders erfolgreiche Epoche der Eutiner Festspiele verbunden.
Von 2005 bis 2007 war Jörg Fallheier Intendant, nach vorzeitiger Auflösung seines Vertrages durch den Aufsichtsrat übernahm Heinz-Dieter Sense von 2008 bis zur Insolvenz im Jahr 2010 die Intendanz. Nach der Übernahme des Spielbetriebes durch die Neue Eutiner Festspiele-Gesellschaft kam Jörg Fallheier im Jahr 2011 noch einmal nach Eutin, von 2012 bis 2019 war Dominique Caron Intendantin, die zuvor mehrfach bei Opern in Eutin Regie geführt hatte.
2020 fiel die Saison wegen Corona aus. Seit 2021 hat Anna-Luise Hoffmann als Geschäftsführerin die Produktionsleitung und gab es keinen Intendanten mehr, sondern nur noch Regieaufträge. 2023 fiel die Freiluftsaison wegen des Baus einer neuen Tribüne aus, stattdessen gab es 20 Veranstaltungen unterschiedlicher Art auf der Studiobühne in der Opernscheune, die 200 Zuschauer fasst.
Spielstätte und Tribüne

Die im Jahr 1975 erbaute Tribüne der Eutiner Festspiele mit anfangs 1943 Sitzplätzen, sie wurde später auf 2200 Plätze erweitert.

Der sogenannte „Kinderhügel“ im Eutiner Schlossgarten, der bei Kindern im Winter zum Rodeln beliebt war, ist der Überlieferung zufolge von Kreis-Kulturreferent Kurt Brinck und Kapellmeister Erich Jamrosy bei einem Spaziergang spontan als Bühne für eine Aufführung der Oper „Der Freischütz“ 1951 ausgesucht worden. Von der ersten Opern-Aufführung 1951 bis ins Jahr 1956 wurde jährlich eine Tribüne mit 1.650 Sitzplätzen aus Kassel gemietet. Die Kosten dafür beliefen sich auf rund 6.000 DM jährlich.
1957 wurde eine feste Tribüne aus Holz mit ebenfalls 1650 Sitzplätzen errichtet, die das ganze Jahr über stehen blieb. Das Holz dafür spendete der in Eutin lebende Schirmherr, Herzog Adolf Friedrich zu Mecklenburg. 1963 wurde die Tribüne auf 2.000 Sitzplätze erweitert.

Die letzte Veranstaltung mit der 1975 gebauten Tribüne: Ein Gala-Abend am 3. September 2022. Kurz danach wurde die Stahlrohrkonstruktion abgerissen.

1975 wurde eine Stahlrohr-Tribüne mit 1943 Kunststoffsitzen gebaut. Diese Tribüne wurde im Jahr 1981 auf 2100 Sitze erweitert. 1996 wurde sie wegen der Forderung nach besseren Fluchtwegen auf 1900 Sitze verkleinert. Im Herbst 2022 erfolgte ihr Abriss und begann der Bau einer neuen Tribüne nach den Plänen des Hamburger Architekten Prof. Holger Moths. Bauherrin ist die Stadt Eutin, die im Dezember 2012 im Zug des Insolvenzverfahrens für die Festspiele das Gelände der Spielstätte im Schlossgarten übernommen hatte.

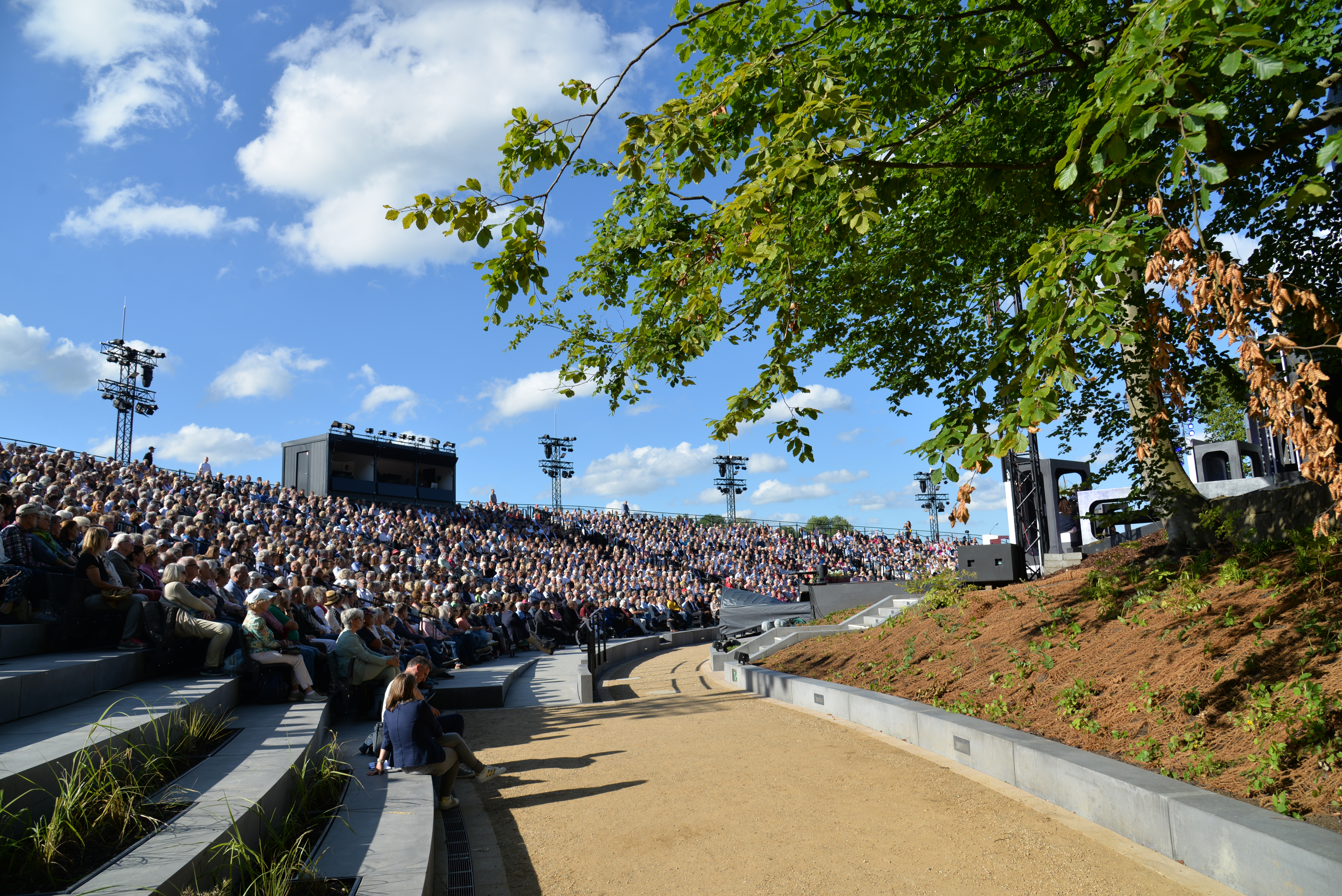
Eine neue Tribüne, ein neuer Orchestergraben sowie eine auf 500 Quadratmeter erweiterte Bühne wurden am 28. Juni 2024 ihrer Bestimmung übergeben.

Die neue Tribüne ist eine vom Denkmalschutz genehmigte Betonkonstruktion mit 1945 Sitzplätzen sowie Sanitäranlagen und Bistro. Ursprünglich waren 2020 Kosten von 6,1 Millionen Euro errechnet worden, der Bund sagte am 11. Mai 2020 einen Zuschuss von 5,5 Millionen Euro zu, das Land sicherte 300.000 Euro zu. Im Frühjahr 2024 hatten sich die absehbaren Kosten auf 16,5 Millionen Euro erhöht, womit auf die Stadt Eutin statt der erhofften 300.000 Euro mehr als zehn Millionen Euro Kostenanteil zukommen.
Opernscheune

Ein landwirtschaftliches Gebäude wurde 2002 zur sogenannten Opernscheune (Foto links) ausgebaut, davor 2019 ein Gastronomiegebäude errichtet.

2002 erhielten die Eutiner Festspiele ein neues, modernes Betriebsgebäude außerhalb des Schlossgartens: Eine 1920 gebaute Fachwerkscheune, die auch als Stall für eine Putenzucht gedient hatte, war von der Stadt Eutin erworben und für die Zwecke der Festspiele umgebaut worden. In der sogenannten Opernscheune sind Kartenzentrale, Verwaltung, Schneiderei, Kostümfundus, eine Werkstatt, eine Personalkantine, Lagerräume und eine Probenbühne untergebracht, die als sogenannte Studiobühne auch für Veranstaltungen mit bis zu 200 Sitzplätzen genutzt wird. Bis dahin hinter der Freilichtbühne im Schlossgarten stehende Holzbaracken wurden entfernt.
2019 errichteten die Festspiele neben der Opernscheune ein Gastronomiegebäude.
Spielzeiten
| 1951 | Der Freischütz                                  | Carl Maria von Weber         | Oper            |
| 1952 | Der Freischütz                                  | Carl Maria von Weber         | Oper            |
| 1952 | Der Zigeunerbaron                               | Johann Strauß                | Operette        |
| 1952 | Fidelio                                         | Ludwig van Beethoven         | Oper            |
| 1953 | Der Waffenschmied                               | Albert Lortzing              | Oper            |
| 1953 | Der Zigeunerbaron                               | Johann Strauß                | Operette        |
| 1953 | Orpheus und Eurydike                            | Christoph Willibald Gluck    | Oper            |
| 1954 | Der Freischütz                                  | Carl Maria von Weber         | Oper            |
| 1954 | Der Vogelhändler                                | Carl Zeller                  | Operette        |
| 1954 | Die verkaufte Braut                             | Bedřich Smetana              | Oper            |
| 1955 | Der Freischütz                                  | Carl Maria von Weber         | Oper            |
| 1955 | Fidelio                                         | Ludwig van Beethoven         | Oper            |
| 1955 | Martha                                          | Friedrich von Flotow         | Oper            |
| 1956 | Der Freischütz                                  | Carl Maria von Weber         | Oper            |
| 1956 | Die Zauberflöte                                 | Wolfgang Amadeus Mozart      | Oper            |
| 1956 | Hänsel und Gretel                               | Engelbert Humperdinck        | Oper            |
| 1957 | Der Freischütz                                  | Carl Maria von Weber         | Oper            |
| 1957 | Die verkaufte Braut                             | Bedřich Smetana              | Oper            |
| 1957 | Don Giovanni                                    | Wolfgang Amadeus Mozart      | Oper            |
| 1958 | Der Freischütz                                  | Carl Maria von Weber         | Oper            |
| 1958 | Die Hochzeit des Figaro                         | Wolfgang Amadeus Mozart      | Oper            |
| 1958 | Die lustigen Weiber von Windsor                 | Otto Nicolai                 | Oper            |
| 1959 | Der Freischütz                                  | Carl Maria von Weber         | Oper            |
| 1959 | Die Entführung aus dem Serail                   | Wolfgang Amadeus Mozart      | Oper            |
| 1959 | Othello                                         | Giuseppe Verdi               | Oper            |
| 1960 | Der Freischütz                                  | Carl Maria von Weber         | Oper            |
| 1960 | Der Troubadour                                  | Giuseppe Verdi               | Oper            |
| 1960 | Die Zauberflöte                                 | Wolfgang Amadeus Mozart      | Oper            |
| 1961 | Der Freischütz                                  | Carl Maria von Weber         | Oper            |
| 1961 | Der Wildschütz                                  | Albert Lortzing              | Oper            |
| 1961 | Ein Maskenball                                  | Giuseppe Verdi               | Oper            |
| 1962 | Carmen                                          | Georges Bizet                | Oper            |
| 1962 | Der Freischütz                                  | Carl Maria von Weber         | Oper            |
| 1963 | Der Freischütz                                  | Carl Maria von Weber         | Oper            |
| 1963 | Martha                                          | Friedrich von Flotow         | Oper            |
| 1963 | Rigoletto                                       | Giuseppe Verdi               | Oper            |
| 1964 | Der Barbier von Sevilla                         | Gioacchino Rossini           | Oper            |
| 1964 | Der Freischütz                                  | Carl Maria von Weber         | Oper            |
| 1964 | Die Macht des Schicksals                        | Giuseppe Verdi               | Oper            |
| 1965 | Der Freischütz                                  | Carl Maria von Weber         | Oper            |
| 1965 | Fidelio                                         | Ludwig van Beethoven         | Oper            |
| 1965 | Fra Diavolo                                     | Daniel-François-Esprit Auber | Oper            |
| 1966 | Der Freischütz                                  | Carl Maria von Weber         | Oper            |
| 1966 | Der Troubadour                                  | Giuseppe Verdi               | Oper            |
| 1966 | Don Giovanni                                    | Wolfgang Amadeus Mozart      | Oper            |
| 1967 | Carmen                                          | Georges Bizet                | Oper            |
| 1967 | Der Freischütz                                  | Carl Maria von Weber         | Oper            |
| 1968 | Der Freischütz                                  | Carl Maria von Weber         | Oper            |
| 1968 | Die Zauberflöte                                 | Wolfgang Amadeus Mozart      | Oper            |
| 1969 | Der Freischütz                                  | Carl Maria von Weber         | Oper            |
| 1969 | Die Zauberflöte                                 | Wolfgang Amadeus Mozart      | Oper            |
| 1969 | Tiefland                                        | Eugen d'Albert               | Oper            |
| 1970 | Der Freischütz                                  | Carl Maria von Weber         | Oper            |
| 1970 | Der Liebestrank                                 | Gaetano Donizetti            | Oper            |
| 1970 | La Bohème                                       | Giacomo Puccini              | Oper            |
| 1971 | Der Freischütz                                  | Carl Maria von Weber         | Oper            |
| 1971 | Der Liebestrank                                 | Gaetano Donizetti            | Oper            |
| 1971 | La Bohème                                       | Giacomo Puccini              | Oper            |
| 1972 | Der Freischütz                                  | Carl Maria von Weber         | Oper            |
| 1972 | Der Wildschütz                                  | Albert Lortzing              | Oper            |
| 1972 | Die Macht des Schicksals                        | Giuseppe Verdi               | Oper            |
| 1973 | Carmen                                          | Georges Bizet                | Oper            |
| 1973 | Der Freischütz                                  | Carl Maria von Weber         | Oper            |
| 1973 | Der Wildschütz                                  | Albert Lortzing              | Oper            |
| 1974 | Abu Hassan                                      | Carl Maria von Weber         | Oper            |
| 1974 | Carmen                                          | Georges Bizet                | Oper            |
| 1974 | Der Bajazzo                                     | Ruggiero Leoncavallo         | Oper            |
| 1974 | Der Barbier von Sevilla                         | Gioacchino Rossini           | Oper            |
| 1975 | Così fan tutte                                  | Wolfgang Amadeus Mozart      | Oper            |
| 1975 | Der Barbier von Sevilla                         | Gioacchino Rossini           | Oper            |
| 1975 | Der Freischütz                                  | Carl Maria von Weber         | Oper            |
| 1976 | Abu Hassan                                      | Carl Maria von Weber         | Oper            |
| 1976 | Der Barbier von Sevilla                         | Gioacchino Rossini           | Oper            |
| 1976 | Der Freischütz                                  | Carl Maria von Weber         | Oper            |
| 1976 | Die Entführung aus dem Serail                   | Wolfgang Amadeus Mozart      | Oper            |
| 1976 | Euryanthe                                       | Carl Maria von Weber         | Oper            |
| 1977 | Der Freischütz                                  | Carl Maria von Weber         | Oper            |
| 1977 | Die Entführung aus dem Serail                   | Wolfgang Amadeus Mozart      | Oper            |
| 1977 | Fra Diavolo                                     | Daniel-François-Esprit Auber | Oper            |
| 1978 | Cavalleria rusticana                            | Pietro Mascagni              | Oper            |
| 1978 | Der Bajazzo                                     | Ruggiero Leoncavallo         | Oper            |
| 1978 | Der Freischütz                                  | Carl Maria von Weber         | Oper            |
| 1978 | Die Entführung aus dem Serail                   | Wolfgang Amadeus Mozart      | Oper            |
| 1979 | Cavalleria rusticana                            | Pietro Mascagni              | Oper            |
| 1979 | Der Bajazzo                                     | Ruggiero Leoncavallo         | Oper            |
| 1979 | Der Freischütz                                  | Carl Maria von Weber         | Oper            |
| 1979 | Der Liebestrank                                 | Gaetano Donizetti            | Oper            |
| 1980 | Der Freischütz                                  | Carl Maria von Weber         | Oper            |
| 1980 | Der Liebestrank                                 | Gaetano Donizetti            | Oper            |
| 1980 | Der Zigeunerbaron                               | Johann Strauß                | Operette        |
| 1981 | Der Freischütz                                  | Carl Maria von Weber         | Oper            |
| 1981 | Der Zigeunerbaron                               | Johann Strauß                | Operette        |
| 1982 | Der Freischütz                                  | Carl Maria von Weber         | Oper            |
| 1982 | Die Zauberflöte                                 | Wolfgang Amadeus Mozart      | Oper            |
| 1983 | Die Zauberflöte                                 | Wolfgang Amadeus Mozart      | Oper            |
| 1983 | Zar und Zimmermann                              | Albert Lortzing              | Oper            |
| 1984 | Der Freischütz                                  | Carl Maria von Weber         | Oper            |
| 1984 | Der Vogelhändler                                | Carl Zeller                  | Operette        |
| 1984 | Zar und Zimmermann                              | Albert Lortzing              | Oper            |
| 1985 | Der Freischütz                                  | Carl Maria von Weber         | Oper            |
| 1985 | Der Vogelhändler                                | Carl Zeller                  | Operette        |
| 1985 | Die verkaufte Braut                             | Bedřich Smetana              | Oper            |
| 1986 | Der Vogelhändler                                | Carl Zeller                  | Operette        |
| 1986 | Die verkaufte Braut                             | Bedřich Smetana              | Oper            |
| 1986 | Oberon                                          | Carl Maria von Weber         | Oper            |
| 1987 | Der Bettelstudent                               | Karl Millöcker               | Operette        |
| 1987 | Nabucco                                         | Giuseppe Verdi               | Oper            |
| 1987 | Oberon                                          | Carl Maria von Weber         | Oper            |
| 1988 | Der Bettelstudent                               | Karl Millöcker               | Operette        |
| 1988 | Der Freischütz                                  | Carl Maria von Weber         | Oper            |
| 1988 | Nabucco                                         | Giuseppe Verdi               | Oper            |
| 1989 | Anatevka                                        | Jerry Bock, Joseph Stein     | Musical         |
| 1989 | Der Freischütz                                  | Carl Maria von Weber         | Oper            |
| 1989 | Die Macht des Schicksals                        | Giuseppe Verdi               | Oper            |
| 1990 | Anatevka                                        | Jerry Bock, Joseph Stein     | Musical         |
| 1990 | Der Freischütz                                  | Carl Maria von Weber         | Oper            |
| 1990 | Die Macht des Schicksals                        | Giuseppe Verdi               | Oper            |
| 1990 | Fidelio                                         | Ludwig van Beethoven         | Oper            |
| 1991 | Die Fledermaus                                  | Johann Strauß                | Operette        |
| 1991 | Die Zauberflöte                                 | Wolfgang Amadeus Mozart      | Oper            |
| 1991 | Fidelio                                         | Ludwig van Beethoven         | Oper            |
| 1992 | Der Troubadour                                  | Giuseppe Verdi               | Oper            |
| 1992 | Die Fledermaus                                  | Johann Strauß                | Operette        |
| 1992 | Die Zauberflöte                                 | Wolfgang Amadeus Mozart      | Oper            |
| 1993 | Der Freischütz                                  | Carl Maria von Weber         | Oper            |
| 1993 | Der Troubadour                                  | Giuseppe Verdi               | Oper            |
| 1993 | Zar und Zimmermann                              | Albert Lortzing              | Oper            |
| 1994 | Der Freischütz                                  | Carl Maria von Weber         | Oper            |
| 1994 | Turandot                                        | Giacomo Puccini              | Oper            |
| 1994 | Zar und Zimmermann                              | Albert Lortzing              | Oper            |
| 1995 | Carmen                                          | Georges Bizet                | Oper            |
| 1995 | Turandot                                        | Giacomo Puccini              | Oper            |
| 1995 | Zar und Zimmermann                              | Albert Lortzing              | Oper            |
| 1996 | Carmen                                          | Georges Bizet                | Oper            |
| 1996 | Der fliedende Holländer                         | Richard Wagner               | Oper            |
| 1996 | Der Vogelhändler                                | Carl Zeller                  | Operette        |
| 1997 | Der fliegende Holländer                         | Richard Wagner               | Oper            |
| 1997 | Der Vogelhändler                                | Carl Zeller                  | Operette        |
| 1997 | Die verkaufte Braut                             | Bedřich Smetana              | Oper            |
| 1998 | Die verkaufte Braut                             | Bedřich Smetana              | Oper            |
| 1998 | Eine Nacht in Venedig                           | Johann Strauß                | Operette        |
| 1998 | La Traviata                                     | Giuseppe Verdi               | Oper            |
| 1999 | Eine Nacht in Venedig                           | Johann Strauß                | Operette        |
| 1999 | Fidelio                                         | Ludwig van Beethoven         | Oper            |
| 1999 | Madame Butterfly                                | Giacomo Puccini              | Oper            |
| 2000 | Der Bettelstudent                               | Karl Millöcker               | Operette        |
| 2000 | Der Freischütz                                  | Carl Maria von Weber         | Oper            |
| 2000 | Madame Butterfly                                | Giacomo Puccini              | Oper            |
| 2001 | Der Bettelstudent                               | Karl Millöcker               | Operette        |
| 2001 | Der Freischütz                                  | Carl Maria von Weber         | Oper            |
| 2001 | Die Zauberflöte                                 | Wolfgang Amadeus Mozart      | Oper            |
| 2002 | Der Zigeunerbaron                               | Johann Strauß                | Operette        |
| 2002 | Die Zauberflöte                                 | Wolfgang Amadeus Mozart      | Oper            |
| 2002 | Ein Maskenball                                  | Giuseppe Verdi               | Oper            |
| 2003 | Der Zigeunerbaron                               | Johann Strauß                | Operette        |
| 2003 | Die lustigen Weiber von Windsor                 | Otto Nicolai                 | Oper            |
| 2003 | Nabucco                                         | Giuseppe Verdi               | Oper            |
| 2004 | Carmen                                          | Georges Bizet                | Oper            |
| 2004 | Die Zauberflöte                                 | Wolfgang Amadeus Mozart      | Oper            |
| 2004 | Zar und Zimmermann                              | Albert Lortzing              | Oper            |
| 2005 | Cavalleria rusticana                            | Pietro Mascagni              | Oper            |
| 2005 | Der Bajazzo                                     | Ruggiero Leoncavallo         | Oper            |
| 2005 | Der Freischütz                                  | Carl Maria von Weber         | Oper            |
| 2005 | Die Fledermaus                                  | Johann Strauß                | Operette        |
| 2006 | Der Vogelhändler                                | Carl Zeller                  | Operette        |
| 2006 | Die verkaufte Braut                             | Bedřich Smetana              | Oper            |
| 2006 | Il trovatore                                    | Giuseppe Verdi               | Oper            |
| 2007 | Aida                                            | Giuseppe Verdi               | Oper            |
| 2007 | Eine Nacht in Venedig                           | Johann Strauß                | Operette        |
| 2007 | Hoffmanns Erzählungen                           | Jacques Offenbach            | Oper            |
| 2008 | Der Barbier von Sevilla                         | Gioacchino Rossini           | Oper            |
| 2008 | Tannhäuser                                      | Richard Wagner               | Oper            |
| 2009 | Der Barbier von Sevilla                         | Gioacchino Rossini           | Oper            |
| 2009 | Die Großherzogin von Gerolstein                 | Jacques Offenbach            | Operette        |
| 2009 | Freischütz für Kinder                           | nach Carl Maria von Weber    | Oper für Kinder |
| 2009 | Othello                                         | Giuseppe Verdi               | Oper            |
| 2010 | Der Freischütz                                  | Carl Maria von Weber         | Oper            |
| 2010 | La Traviata                                     | Giuseppe Verdi               | Oper            |
| 2011 | Don Giovanni                                    | Wolfgang Amadeus Mozart      | Oper            |
| 2011 | Hänsel und Gretel                               | Engelbert Humperdinck        | Oper            |
| 2012 | Der Liebestrank                                 | Gaetano Donizetti            | Oper            |
| 2012 | Die Blume von Hawaii                            | Paul Abraham                 | Operette        |
| 2012 | Freischütz für Kinder                           | nach Carl Maria von Weber    | Oper für Kinder |
| 2012 | Nabucco                                         | Giuseppe Verdi               | Oper            |
| 2013 | Carmen                                          | Georges Bizet                | Oper            |
| 2013 | Die Zauberflöte                                 | Wolfgang Amadeus Mozart      | Oper            |
| 2014 | Anatevka                                        | Jerry Bock, Joseph Stein     | Musical         |
| 2014 | Der Troubadour                                  | Giuseppe Verdi               | Oper            |
| 2015 | Aida                                            | Giuseppe Verdi               | Oper            |
| 2015 | Der Vogelhändler                                | Carl Zeller                  | Operette        |
| 2016 | Carmen                                          | Georges Bizet                | Oper            |
| 2016 | Der Freischütz                                  | Carl Maria von Weber         | Oper            |
| 2016 | Der Vogelhändler                                | Carl Zeller                  | Operette        |
| 2017 | Der Freischütz neu erzählt: „Die Wolfsschlucht“ | Konzeption Leo Siberski      | Cross-Over      |
| 2017 | Die Fledermaus                                  | Johann Strauß                | Operette        |
| 2018 | La Traviata                                     | Giuseppe Verdi               | Oper            |
| 2018 | My fair Lady                                    | Frederik Loewe               | Musical         |
| 2019 | Abu Hassan                                      | Carl Maria von Weber         | Oper            |
| 2019 | Ein Maskenball                                  | Giuseppe Verdi               | Oper            |
| 2019 | Kiss me, Kate                                   | Cole Porter                  | Musical         |
| 2021 | Cabaret                                         | John Kander                  | Musical         |
| 2021 | La Bohème                                       | Giacomo Puccini              | Oper            |
| 2022 | Ein Käfig voller Narren                         | Jerry Hermann                | Musical         |
| 2022 | Madama Butterfly                                | Giacomo Puccini              | Oper            |
| 2024 | Jesus Christ Superstar                          | Andrew Lloyd Webber          | Musical         |
| 2024 | Der Freischütz                                  | Carl Maria von Weber         | Oper            |